# Olavi Aalto
Olavi Aalto (* 2. November 1937 in Turku) ist ein ehemaliger finnischer Radrennfahrer.

## Sportliche Laufbahn
Aalto siegte in den Eintagesrennen Heinola ajot und Kymeenlaakson ajot 1960, 1961 im Susikierros ajot, 1963 in den Rennen Lapväärtin ajot, Kymeenlaakson ajot und Eläintarha ajot. Mit dem Porvoon ajot gewann er 1965 das älteste finnische Eintagesrennen. 
1963 gewann er bei den Meisterschaften der Nordischen Länder die Silbermedaille im Mannschaftszeitfahren und Bronze im Straßenrennen hinter dem Sieger Erik Pettersson.
Die Internationale Friedensfahrt fuhr er 1964 und schied aus.